# Eva de Goede
Eva de Goede (épouse Drummond) (née le 23 mars 1989 à Zeist) est une joueuse de hockey sur gazon néerlandaise, sélectionnée en équipe des Pays-Bas de hockey sur gazon féminin à 149 reprises au 10 décembre 2015. 
Elle est sacrée championne olympique en 2008, en 2012 et en en 2020. Elle est aussi vice-championne olympique en 2016, championne du monde en 2014 et 2018, vice-championne du monde en 2010, championne d'Europe en 2009, 2011, 2019 et 2021 et vice-championne d'Europe en 2015.